# Villamaggiore
Villamaggiore è una frazione del comune di Lacchiarella posta ad est del centro abitato, verso Siziano. La località è servita dall'omonima stazione della linea ferroviaria Milano-Genova.

## Storia
Villa Maggiore era un piccolo centro abitato del milanese di antica origine, e confinava con Basiglio e Pieve Emanuele a nord, Siziano e Campo Morto ad est, Casirate a sud, e Lacchiarella ad ovest. Al censimento del 1751 la località fece registrare 366 residenti, ed era di proprietà di un unico latifondista.
In età napoleonica, nel 1805, la popolazione era scesa a 280 unità, risalite a 320 nel 1809: ciononostante, nel 1811 il municipio fu soppresso ed incorporato a Gnignano, l'odierna Siziano, recuperando comunque l'autonomia nel 1816 in seguito all'istituzione del Regno Lombardo-Veneto, seppur venendo spostato in Provincia di Pavia.
Furono in seguito gli stessi governanti a riconoscere la necessità di una razionalizzazione della rete amministrativa della zona, e quindi il municipio fu definitivamente soppresso dagli austriaci nel 1841, venendo annesso stavolta a Lacchiarella, in contrapposizione sia con il tradizionale legame religioso con Siziano, sia con l'evidente vicinanza geografica con quest'ultima località.
Con l'inizio del XXI secolo la frazione ha visto un importante sviluppo con la nascita di un grande centro logistico costruito lungo la ferrovia. Negli anni successivi si è assistito alla riqualificazione in chiave residenziale delle due cascine esistenti sul territorio, con la creazione anche di spazi per i giovani quali campi da gioco e un parco giochi.

## Monumenti e luoghi d'interesse

### Chiesa di Santa Maria ad Nives
Nel territorio della frazione, immersa nelle campagne, sorge la chiesa di Santa Maria ad Nives, appartenente all'unità pastorale di Siziano. Edificata come santuario nel 1480 insieme ad un gruppo di case che vi si ergevano attorno, a seguito di un miracolo che sarebbe avvenuto il 5 agosto dello stesso anno, quando in quel luogo vi fu una straordinaria e copiosa nevicata ed apparve la Vergine ad una contadina, l'evento creò molto scalpore nella comunità, tale da ottenere l'autorizzazione delle autorità ecclesiastiche al culto. Il santuario venne gestito dai frati delle varie congregazioni della zona, nonché dalle famiglie di contadini delle abitazioni adiacenti, mentre spettava al parroco di Siziano officiare la messa per la ricorrenza del miracolo.
Una sua descrizione viene offerta da Carlo Borromeo in occasione della visita pastorale a Siziano e Campomorto il 6 luglio 1573, il quale testimonia anche la presenza di un cimitero antistante all'edificio.
Nel 1631, in occasione della peste manzoniana, la chiesa viene sgomberata delle suppellettili per adibirla a lazzaretto in caso di necessità.
Nel XIX secolo, la chiesa inizia un periodo di decadenza dovuto principalmente alla sua lontananza dai centri abitati, si assiste prima alla scomparsa delle abitazioni adiacenti e successivamente alla costruzione della ferrovia Milano-Genova a poche decine di metri di distanza, la quale divise fisicamente la chiesa da Siziano a partire dagli anni 80 dell'Ottocento, quando venne chiuso l'attraversamento a raso tra la ferrovia e l'antica strada che collegava il luogo di culto all'abitato.
Nel 1865 si manifestò a Siziano una epidemia di Colera che impose al sindaco, di comune accordo con l'omologo di Lacchiarella ed il parroco, di riallestire un lazzaretto tra le mura della chiesa.
Nel 1875 una tromba d'aria distrusse il santuario, ad eccezione di un muro che nei decenni successivi, con il totale abbandono dei luoghi, venne utilizzato come ricovero per attrezzi agricoli.
Nel 1933 il vescovo Ildelfonso Schuster, dopo una visita pastorale, autorizzò e finanziò la ricostruzione della chiesa sui ruderi del vecchio santuario, che venne inaugurata il 5 agosto 1934 in occasione della ricorrenza del miracolo della nevicata.
Con il passare dei decenni, a partire dal XXI secolo la chiesa è andata incontro ad un nuovo degrado, a causa di anni di totale disuso ed abbandono, altri eventi meteorologici avversi che hanno portato ad un nuovo parziale cedimento del tetto e dell'invasione della vegetazione, solo raramente ripulita grazie alle offerte dei parrocchiani di Siziano, che sperano in una rivalutazione di questo bene culturale.